# エネルギー準位
エネルギー準位（エネルギーじゅんい、英: energy level）とは、系のエネルギーの測定値としてあり得る値、つまりその系のハミルトニアンの固有値{\displaystyle E_{1},E_{2},\cdots }を並べたものである。
それぞれのエネルギー準位は、量子数や項記号などで区別される

## 概要

### エネルギー固有値
量子論では、系の物理量(オブザーバブル)を測定しても測定値にはばらつきがある。エネルギーを測定した場合も同様で、測定値は「エネルギーを表すエルミート演算子(ハミルトニアン)の固有値」のどれかに限られているが、どの固有値になるかは測定ごとにランダムにばらつく。しかし系が定まっているならばその「ばらつき具合」も定まっており、ボルンの規則から「ばらつき具合」を一意的に求めることができる。エネルギーの測定値にばらつきが無く、ある一定の測定値しか得られないような特別な状態のことをエネルギー固有状態と呼ぶ。
あるハミルトニアンが与えられたとき、その固有値(エネルギー固有値)を並べたものがエネルギー準位である。
エネルギー固有値{\displaystyle E_{1},E_{2},\cdots }は離散的な場合もあれば、連続的な場合もある。例えば束縛された（即ち空間的に閉じ込められた）量子力学的な系や粒子では、エネルギーの測定値は飛び飛びな値になる。これは古典的な粒子では、エネルギーの測定値として任意の値をとり得ることとは対照的である。2以上の量子状態が等しいエネルギー準位をもっている場合、そのエネルギー準位は「縮退している」とよばれる。

### 原子や分子のエネルギー準位
量子化されたエネルギー準位は、粒子のエネルギーとその波長の関係によって生じる。閉じ込められた粒子、例えば原子中の電子では、波動関数は定在波の形をとっている。そして波長が整数となるようなエネルギーをもつ定常状態のみが存在できる（ボーアの原子模型も参照）。その他の状態では波が干渉して破壊され、確率密度が0となってしまう。エネルギー準位が数学的にどのように形成されるのかを知る基本的な例としては、井戸型ポテンシャルや量子調和振動子があげられる。
無限遠でのポテンシャルエネルギーをゼロと定める（これは一般的な慣習である）と、束縛された電子状態は負のポテンシャルエネルギーをもつ。

## 原子

### 本来のエネルギー準位

#### 軌道状態のエネルギー準位
与えられた原子軌道中の電子を仮定する。電子状態のエネルギーは主にその（負の電荷の）電子と（正の電荷の）原子核との静電相互作用によって決定される。原子核の周りの原子のエネルギー準位は、次の式で与えられる。
{\displaystyle E_{n}=-hcR_{\infty }{\frac {Z^{2}}{n^{2}}}}
ここで{\displaystyle R_{\infty }} はリュードベリ定数 , {\displaystyle Z} は原子番号, {\displaystyle n} は主量子数, {\displaystyle h} はプランク定数, {\displaystyle c} は光速。典型的なエネルギーの大きさは 1 eV ～ 103 eV である。
リュードベリ準位は主量子数{\displaystyle n}にのみ依存する。

#### 微細構造（分裂）
微細構造とは軌道状態のエネルギー準位に相対論的補正をすることにより、縮退したエネルギー準位が分裂すること。より具体的には、スピン軌道相互作用項とスピンに依存しない運動量補正項（質量-速度項）およびダーウィン項（Darwin項、主にs軌道に対して作用する）による補正からなる。典型的なエネルギーの大きさは {\displaystyle 10^{-3}} eV である。

#### 超微細構造（分裂）
磁気双極子モーメントと核磁気モーメントが相互作用することにより、超微細構造分裂が引き起こされる。典型的な大きさは{\displaystyle 10^{-4}} eV 程度である。

#### 電子と他の電子の静電相互作用
原子の周りに2つ以上の電子がある場合、電子-電子相互作用がエネルギー準位をもたらす。この相互作用は電子の波動関数の空間的重なりが小さい場合には無視されることが多い。

### 外部場によるエネルギー準位

#### ゼーマン効果
相互作用のエネルギーは
{\displaystyle U=-\mu B} ただし{\displaystyle \mu =qL/2m}。

#### スピンを考慮したゼーマン効果
軌道角運動量による磁気双極子モーメントと電子スピンによる磁気モーメントの両方を考慮に入れる。
相対論的効果（ディラック方程式）により、電子スピンから生じる磁気モーメントは{\displaystyle \mu =-\mu _{B}gs}である（{\displaystyle g}は電子スピンのg因子でおよそ 2）。
{\displaystyle \mu =\mu _{l}+g\mu _{s}}
よって相互作用のエネルギーは{\displaystyle U_{B}=-\mu B=\mu _{B}B(m_{l}+gm_{s})}となる。

## 分子
大まかに言えば、分子のエネルギー状態（即ち分子ハミルトニアンの固有状態）は電子、振動、回転、核、変換の成分の和である。即ち
{\displaystyle E=E_{\mathrm {electronic} }+E_{\mathrm {vibrational} }+E_{\mathrm {rotational} }+E_{\mathrm {nuclear} }+E_{\mathrm {translational} }}
ここで {\displaystyle E_{\mathrm {electronic} }} は分子の平衡構造での電子分子ハミルトニアンの固有値（ポテンシャルエネルギー面の値）。
分子のエネルギー準位は分子項記号によって分類される。
これらの成分の固有エネルギーは固有エネルギー状態と物質によって異なる。
分子物理学と量子化学において、エネルギー準位は束縛された量子力学状態の量子化されたエネルギーを指す。

## 結晶性物質
結晶はエネルギー準位の代わりに、またはエネルギー準位に加えてエネルギーバンドをもっている。電子は満たされていないバンド中の任意のエネルギーをとることができる。当初、これはエネルギー準位の要件の例外だと考えられていた。しかしバンド理論で示されるように、実際にはエネルギーバンドは非常に近い離散的なエネルギー準位が数多く集まり、分解できなくなっている状態である。バンド中では、エネルギー準位の数は結晶中の原子数のオーダーとなり、従って電子は実際には離散的なエネルギーしか取れないものの、連続的な値をとることができるかのように見えるのである。
結晶でのエネルギー準位のうち重要なものは、価電子帯の上端と、伝導帯、フェルミエネルギー、真空準位の下端、そして欠陥準位や不純物準位である。